# عایشه بنت مستنجد
عایشه بنت مستنجد بالله (۱۱۶۴ - ۱۲۴۲) امیربانو عباسی و نیکوکار عراقی بود. کاروانسرایی در بغداد بساخت که به نامش شهرت گرفت. او نزدیک هشتاد سال عمر کرد و دوره‌های خلافت مستضی، ناصر، ظاهر و مستنصر را دید.

## منبع
1. ↑  ابن عماد حنبلی، عبدالحی (۱۹۸۶). شذرات الذهب. دمشق: دار ابن کثیر. تاریخ وارد شده در |سال= را بررسی کنید (کمک)
2. ↑  صفدی، صلاح‌الدین (۲۰۰۰). [[الوافی بالوفیات]]. بیروت: دار إحیاء التراث العربی. تاریخ وارد شده در |سال= را بررسی کنید (کمک); تداخل پیوند خارجی و ویکی‌پیوند (کمک)
3. ↑  کحاله، عمر رضا (۱۹۵۹). أعلام النساء فی عالمی العرب والإسلام. ج. ۳. بیروت: موسسة الرسالة. ص. ۱۹۰. تاریخ وارد شده در |سال= را بررسی کنید (کمک)